# Xe nâng đa năng
Xe nâng đa năng hay còn gọi là telehandler hay telescopic handler, là một loại máy được sử dụng rộng rãi trong nông nghiệp và công nghiệp. Nó hơi giống một chiếc xe nâng nhưng có một cần trục (xi lanh ống lồng), khiến nó giống như một chiếc cần trục hơn là một chiếc xe nâng, với tính linh hoạt cao hơn của một cần ống lồng duy nhất có thể kéo dài về phía trước và lên trên cao so với xe. Đầu cần có thể được lắp với các phụ kiện chức năng khác nhau, chẳng hạn như gầu xúc, càng nâng pallet, giỏ nâng người hoặc móc cẩu.

### Nông nghiệp

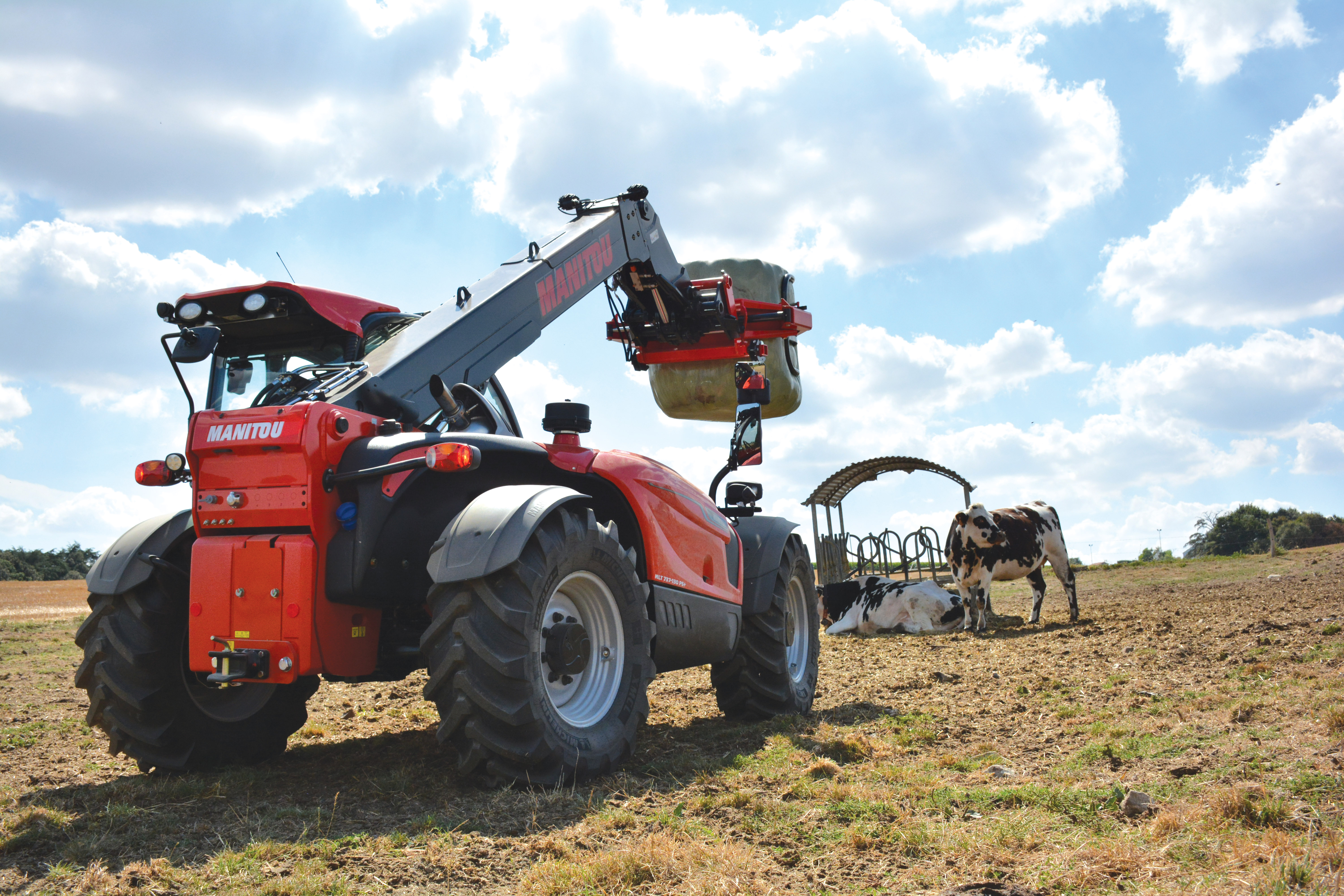
Xe nâng đa năng sử dụng trong nông nghiệp